# پل بجان
پل بجان (زادهٔ ۲۷ نوامبر ۱۸۳۸- مرگ ۹ ژوئن ۱۹۲۰) کشیش، خاورشناس و سریانی‌شناس کلدانی زادهٔ ایران بود.

## کارنامه
او در سلماس در خانواده‌ای کلدانی و عضو کلیسای کاتولیک کلدانی زاده‌شد. در ۱۸۴۶ در مدرسهٔ لازاریست فرانسوی در همین شهر به آموختن پرداخت. در ۱۸۵۶ میلادی -هنگامی که هژده ساله بود- در پاریس یک نوباور لازاریست شد. در ۱۸۶۱ میلادی در کسوت یک کشیش به ایران بازگشت و یک ارغنون تلمبه‌ای و یک دستگاه چاپ فشاری را نیز همراه خود آورد. تا ۱۸۸۰ میلادی او به عنوان کشیش در سلماس و ارومیه به کار پرداخت؛ سپس به فرانسه بازگشت و در راه نشر الهیات و نیایش‌های سریانی همت‌گمارد. از ۱۸۸۵ تا ۱۹۰۰ بجان در بلژیک در شهرهای آن و لیژ به کار پرداخت. کار کلیسایی دیگری نیز بدو سپرده‌شد و آن شبانی خیریه دختران سن ونسان دو پل بود که وی تا پایان زندگی و در کنار کارهای دیگرش بدان پرداخت. بجان همچنین پیشنهاد مقام اسقفی سلماس را نیز رد نمود.
از آثار برجستهٔ او ویرایش کتاب هفت جلدی زندگی قدیسان و شهیدان سریانی و کتاب پنج جلدی خطابهٔ یعقوب سروجی است. پل بجان در شهر کلن آلمان درگذشت.